# Sferynka trująca
Sferynka trująca (Sphoeroides spengleri) – gatunek morskiej ryby rozdymkokształtnej z rodziny rozdymkowatych (Tetraodontidae).

## Występowanie
Występuje licznie w wodach na głębokości 2 do 70 m p.p.m.) w pobliżu raf koralowych w zachodniej części Oceanu Atlantyckiego.

## Charakterystyka
Ciało pokryte jest kilkunastoma okrągłymi, ciemnymi plamami. Na ogonie występują dwa ciemne paski. Grzbiet ma ubarwienie szare lub brązowe, spód ciała jest białawy. Płetwa grzbietowa i odbytowa są przesunięte w stronę trzonu ogonowego. Brak płetw brzusznych. Dorasta do 30 cm długości.

## Pokarm
Żywi się mięczakami, skorupiakami i szkarłupniami.

## Hodowla
W Brazylii jest poławiana i sprzedawana jako ryba akwariowa. W 2000 jeden osobnik tego gatunku został wyłowiony w zachodniej części Morza Śródziemnego.

## Toksyczność gatunku
Jest jednym z najbardziej trujących gatunków. Mięśnie, skóra i wnętrzności osobników złapanych u południowo-wschodnich wybrzeży Brazylii okazały się silnie toksyczne (do 946 MU/g), zwłaszcza skóra i wnętrzności, które zawierają duże ilości tetrodotoksyny (TTX). Zawartość toksyn była różna u poszczególnych osobników, zmieniała się też w zależności od miejsca połowu.